# Hans Oeschger
Hans Oeschger (Ottenbach, 2 de abril de 1927 – Berna, 25 de dezembro de 1998) foi um físico, pioneiro da climatologia.

## Vida
Oeschger estudou física no Instituto Federal de Tecnologia de Zurique. Obteve um doutorado na Universidade de Berna, orientado por Friedrich Georg Houtermans. Fundou em 1963 o Laboratório de Física Climática e do Meio-Ambiente do Instituto de Física da Universidade de Berna, dirigindo este instituto ate tornar-se professor emérito em 1992.

## Condecorações
- Prêmio Urey, 1990
- Prêmio Marcel Benoist, 1990
- Seligman Crystal Preis, 1991
- Prêmio Tyler de Conquista Ambiental, 1996
- Medalha Roger Revelle da União de Geofísica dos Estados Unidos, 1997